# Falsztyński
Falsztyński – potok, prawy dopływ Dunajca, obecnie uchodzący do zatoki Kosarzyska na Jeziorze Czorsztyńskim.
Cała zlewnia potoku znajduje się w Pieninach Spiskich, w granicach miejscowości Falsztyn i Niedzica w województwie małopolskim, w powiecie nowotarskim, w gminie Łapsze Niżne. Potok wypływa ze źródła na wysokości około 713 m u północnych podnóży najwyższego szczytu Pienin Spiskich – Żaru. Spływa w kierunku wschodnim, później północno-wschodnim przez Falsztyn, następnie Niedzicę i uchodzi do zatoki Sygulina. Następuje to na wysokości 510–534 m (w zależności od poziomu wody na sztucznym zbiorniku, jakim jest Jezioro Czorsztyńskie). Doliną potoku biegnie droga, która w Niedzicy w jednym miejscu przekracza mostkiem potok Falsztyński.
Falsztyński ma kilka niewielkich dopływów. Największy to prawostronny potok Głębokie wypływający po północnej stronie polany Cisówka. W dolinie potoku Falsztyńskiego zadomowiły się bobry. Wzdłuż potoku prowadzi szlak rowerowy „VeloCzorsztyn” okrążający Jezioro Czorsztyńskie. Dociera on aż do źródeł Falsztyńskiego.